# Autobusonderneming Den Helder
De Autobusonderneming Den Helder (AODH) is een voormalig autobusbedrijf uit 1971 gevestigd in Den Helder. Het bedrijf ging in 1982 op in de NZH.
De onderneming bezat eerst bussen van Jonckheere. In 1973 en 1976 werden in totaal vijf bussen van Leyland gekocht, deze gingen in 1982 allemaal over naar de NZH.